# Sinclair Lewis

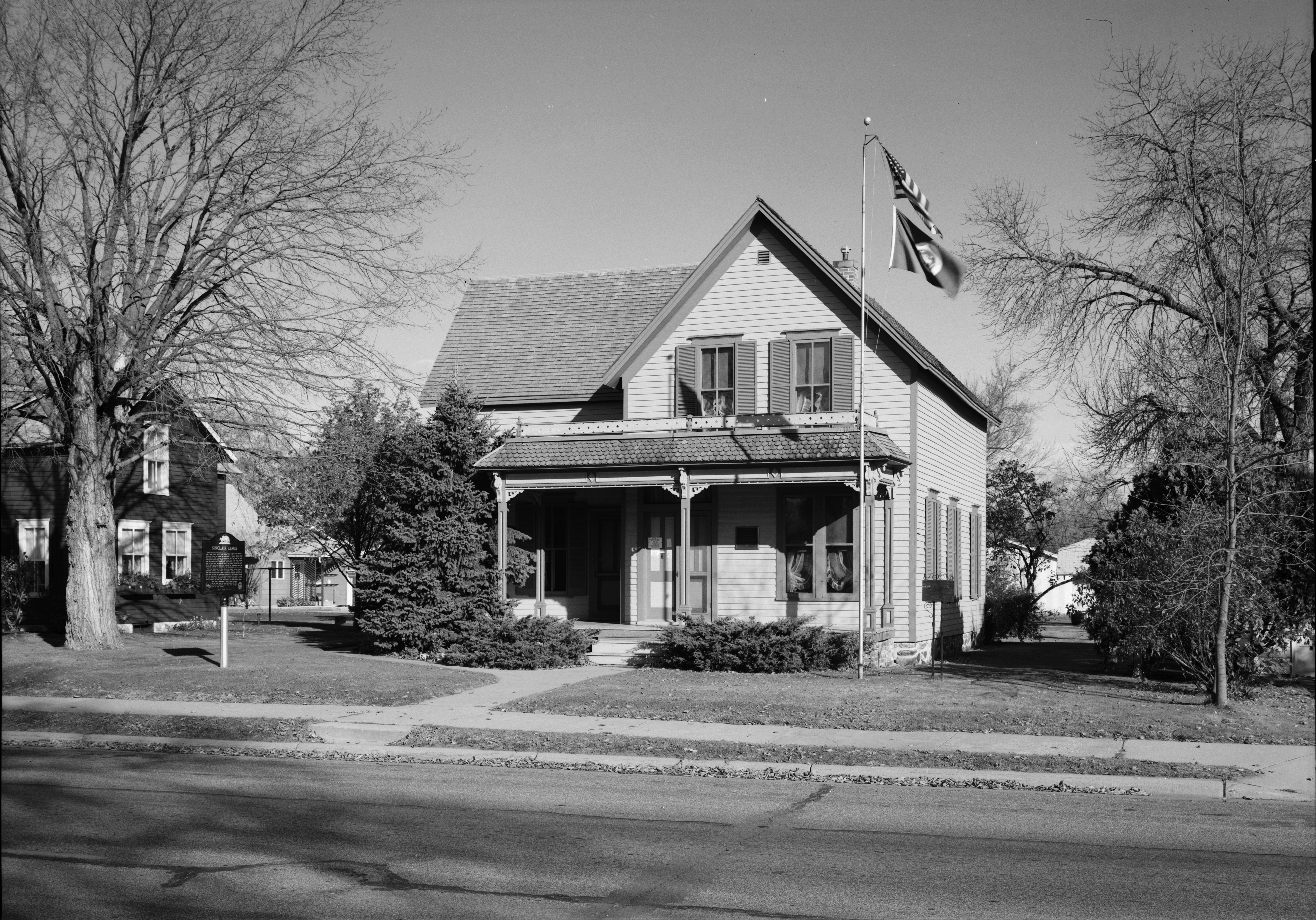
Szülői háza (ma múzeum)

Sinclair Lewis (Sauk Centre, Minnesota, 1885. február 7. – Róma, Olaszország, 1951. január 10.) irodalmi Nobel-díjas amerikai regény-, novella-, és drámaíró.
A díjat Lewis első amerikai íróként kapta meg, az indoklás szerint „...erőteljes, életteli leíró művészetéért és szellemes humoráért, melyekkel új és eredeti karaktereket tudott alkotni.” Művei az amerikai társadalom és a kapitalista életmód kritikája által váltak ismertté, valamint a modern dolgozó nő életének realisztikus ábrázolásáért.

## Ifjúsága
Teljes nevén Harry Sinclair Lewis, az író 1885-ben, a Sauk Centre (Minnesota) nevű faluban született mint harmadik fiú, Fred (1875) és Caude (1878) után. Apja, az orvos Edwin J. Lewis, fiait szigorú fegyelemben nevelte, de az érzékeny, és a sportok iránt közömbös Sinclairrel nehézségei voltak. A fiú korán olvasni kezdett, és belefogott a naplóírásba. Anyja, Emma Kermott Lewis, 1891-ben meghalt. Apja a következő évben feleségül vette Isabel Warnert; a mostohaanya ellen a fiatal Sinclairnek semmi kifogása nem volt. Ifjúkora magányban telt, nem túlzottan megkapó külseje következtében. Magas, rendkívül vékony, idomtalan alakja, pattanásos arca, és dülledt szemei miatt nemigen talált magának se barátot, se barátnőt. 13 éves korában megpróbált elszökni hazulról, azzal az ötlettel, hogy kisdobosnak szegődik a spanyol-amerikai háborúba.
1902-ben Lewis beiratkozott az Oberlin nevű főiskolába (Oberlin Academy, Ohio), ahol a továbbtanulni vágyókat egyetemi felvételekre készítették elő. Míg itt tanult, elkapta a vallásos lelkesedés, de ez nem tartott nála sokáig. 1903-ban bekerült a Yale Egyetemre (Yale University, Connecticut), de elsőfokú diplomáját (Bachelor's Degree) csak 1908-ban kapta meg, mert közben munkát vállalt az Upton Sinclair író által alapított szocialista közösségben (Helicon Home Colony, Englewood, New Jersey), ezenkívül Panamába is ellátogatott. Lewis külseje, vidékies modora, és látszólagosan fontoskodó bőbeszédűsége miatt nem volt képes új barátokat szerezni sem Oberlinben, sem a Yale Egyetemen, éppen úgy, mint ahogyan annak idején Sauk Centre-ben sem. Egy-két lazább baráti kapcsolatot azért sikerült kialakítania, különösen azokkal, akik felismerték benne a későbbi írót.

## Korai pályafutása
Lewis legkorábbi munkái – romantikus versek és rövidebb karcolatok – a Yale Egyetem folyóiratában (Yale Literary Magazine) jelentek meg. A folyóiratnak később ő lett a szerkesztője. Miután megkapta egyetemi diplomáját, Lewis egyik állásból a másikba vándorolt, hogy fenntartsa magát. Dolgozott újságoknak és kiadóvállalatoknak, és romantikus jellegű novellákat küldött be olcsó kiadású, népszerű folyóiratoknak. Ezekben az időkben Jack London íróval is csinált egy kis üzletet, aki több kidolgozásra váró ötletet is vásárolt tőle. Lewis első kiadott könyve Hike and the Aeroplane címen jelent meg 1912-ben, Tom Graham álnév alatt. Az irodalmi szempontból nem különösebben értékes regény megírására megint csak anyagi okok vezették.
1914-ben feleségül vette a Vogue folyóirat szerkesztőjét, Grace Livingston Heggert. Ugyanebben az évben jelent meg első komolyabb regénye: Wrenn urunk (Our Mr. Wrenn: The Romantic Adventures of a Gentle Man), melyet 1915-ben A sólyom útja (The Trail of the Hawk: A Comedy of the Seriousness of Life) követett. 1917-ben kiadták Szegény lány pénzt keres (The Job) és The Innocents: A Story for Lovers című regényeit, és 1919-ben a Benzinkút (Free Air) címűt.

## Rég várt siker
Miután letelepedett Port Washingtonban (Long Island, NY), komolyan nekilátott az írásnak. Már 1916-ban jegyzeteket kezdett készíteni egy tervbevett, a kisvárosi életet realisztikusan bemutató regényről. A könyv 1920, október 23-án került kiadásra a Fő utca (Main Street) címmel. Egy képzeletbeli, Gopher Prairie-nek nevezett, Minnesota állambeli kisváros doktorának fiatal felesége úgy látja, a helység szűklátókörű közösségének szüksége van egy kis kultúrára, és megkísérli érdeklődésüket felkelteni az irodalom és a művészetek iránt. Az emberek azonban visszautasítják a nagyvárosból jött asszony ötleteit: életükkel meg vannak elégedve, semmiféle változásra nincs szükségük. Lewis életrajzírója, Mark Schorer szerint a regény fenomenális sikere a 20. század amerikai könyvkiadás történetének legszenzációsabb eseménye volt. Lewis számításai szerint – melyet eddigi könyvei keresettségére alapított – úgy gondolta, szerencséje lesz, ha 25 000 példányt el tudnak adni. Ezzel szemben, 1921 első hat hónapjában 180 000 példány kelt el, és pár éven belül ez a szám kétmillióra emelkedett.
Első nagy sikerét a szintén sikeres Babbitt (Babbitt, 1922) című regénye követte, mely idővel csatlakozott a szépirodalom klasszikusaihoz. A történet a látszólag csillogó és boldog amerikai társadalom szatíráját adja: szereplői többsége elanyagiasodott és eltárgyiasodott világot teremtő, pénzhajhászó, félművelt, ugyanakkor képmutatóan vallásos és prűd átlagamerikai. Főszereplője egy Babbitt nevű, teljesen átlagos ingatlanügynök, akit eleinte üzleti sikerein kívül más nemigen érdekel. Élete egy Zenith nevű városban zajlik (Zenith, Winnemac állam, mindkettő az írói képzelet szülötte); napjait irodája és a város klubja között tölti, míg rá nem döbben létezésének üres, nyárspolgári mivoltára. Megpróbál kitörni a „rendes amerikai polgár” ketrecéből: házasságtörő viszonyt létesít, kétes társaságokba jár éjszakai életet élni, eltávolodik a vallástól, és szimpatizálni kezd a szakszervezettel. Társai, akik a város vezető kereskedelmi közösségét alkotják, nem tűrik Babbitt lázadását, aki végül kénytelen meghunyászkodni. A zenithi helyszínhez Lewis későbbi munkáiban is visszatért, mint például a Gideon Planish és Dodsworth című regényeiben.
Az 1920-as évek csúcspontjai voltak irodalmi sikereinek. 1925-ben kiadták Arrowsmith című könyvét, mely egy idealista orvosról szól, aki nem hajlandó meghajolni a korrupció előtt. Ezért a regényéért Pulitzer-díjjal jutalmazták. A díjat nem fogadta el, azzal a magyarázattal, hogy a Pulitzert az egészséges, optimista amerikai élet ábrázolásáért adják, és az ő művei nem tartoznak ebbe a kategóriába. 1927-ben megjelent Elmer Gantry című munkája, amiben kipellengérezte a protestánsok szemforgató magatartását. A regényt a vallás vezetői az ország bizonyos városaiban betiltották. Dodsworth (1929) című regényében Amerika legbefolyásosabb és legsikeresebb társadalmi rétegéről ír, bemutatva életüket, melyet gazdagságuk és előnyös társadalmi helyzetük ellenére is csak a céltalanság vezérel.
Írásaira a realizmus jellemző, éppen úgy, mint a nála fiatalabb John Steinbeck műveire. Ugyan mindketten a társadalomkritika úttörői voltak, a két író hangneme erősen különbözik egymástól. Míg Steinbeck későbbi munkáiban hajlamos volt a pátoszra, Lewis a részletek éles megfigyelője volt, és hajlott a szatíra felé. Mint íróra, Charles Dickens, Arnold Bennett, és H. G. Wells brit szerző volt a legerősebb hatással.
Miután első feleségétől 1925-ben elvált, 1928-ban Lewis újból megnősült, ezúttal Dorothy Thompson újságírónővel házasodott össze. Thompson főleg antisztálinista cikkeket írt; politikai nézetei erős hatással voltak férje kommunistaellenes állásfoglalásának kialakulásában. A házasságból 1930-ban fiú született, a későbbi színész Michael Lewis. A szülők 1942-ben elváltak.
Az 1920-as és az 1930-as években Sinclair Lewis novellákat is írt különböző folyóiratok számára. Ezek között volt a "Little Bear Bongo" című történet: egy Bongo nevű medvebocs eldönti, hogy elmenekül a cirkuszból, jobb életet keresve magának az igazi világban.
 A történetet a Walt Disney Pictures vállalat 1940-ben megvásárolta azzal a céllal, hogy filmre viszik. A második világháború azonban közbeszólt, és csak 1947-ben került sor a terv megvalósítására.

## A Nobel-díj
A díjat 1930-ban nyújtották át az írónak. A díj átadásakor a svéd akadémia különös figyelmet szentelt Lewis Babbitt című regényének. Beszédében az író dicsérő szavakkal illette Theodore Dreiser, Willa Cather, Ernest Hemingway írókat több más író kortársával együtt, de némi panasznak is hangot adott. Többek között ezt mondta: "...Amerikában legtöbbünk...nemcsak az olvasók, de még az írók is...félünk az olyan irodalomtól ami nem dicsőít mindent, ami amerikai, ami nem magasztalja hibáinkat éppen úgy mint erényeinket." Ezután hozzátette: "Manapság Amerika a legellentmondásosabb, leglehangolóbb, és a legizgalmasabb ország az egész világon."

## Utolsó évek
A Nobel-díj után Sinclair Lewis még kilenc regényt publikált. A legjobb ezek közül az Ez nálunk lehetetlen (It Can't Happen Here, 1935) című könyve, melyben egy fasiszta amerikait az Egyesült Államok elnökévé választanak.

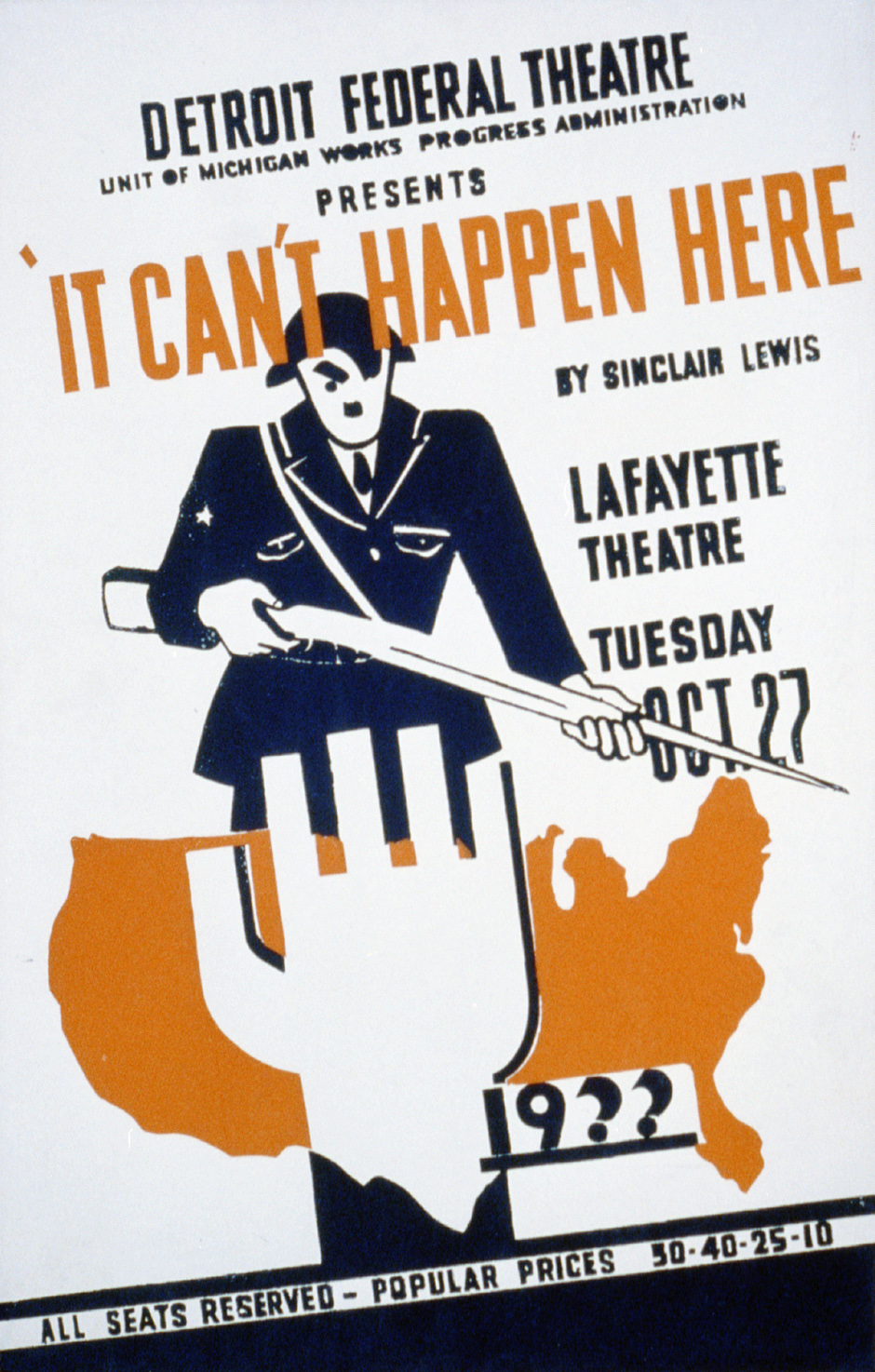
Plakáthirdetés az It Can't Happen Here színpadi adaptációja alkalmából, 1936

Ahogyan egészsége hanyatlott, Lewis egyre jobban elvonult a külvilágtól. Még barátait sem engedte közel magához, nem akarta hogy lássák leromlott fizikai állapotában. Helyét nem találta a világban. Országról országra vándorolt, míg végül Olaszországban kötött ki. 65 éves korában Rómában, egy külvárosi klinikán halt meg 1951 január 10-én. Halálát a hivatalos megállapítás szerint szívbénulás okozta, de ebben minden bizonnyal előrehaladott alkoholizmusa is szerepet játszott. Hamvait szülőfalujában, Sauk Centre-ben temették el. Utolsó regénye (World So Wide, 1951), posztumusz kiadásban jelent meg.

## Művei (válogatás)
- Hike and the Aeroplane (1912) (Tom Graham álnéven)
- Our Mr. Wrenn (1914) - Wrenn urunk[9] (1931)
- The Trail of the Hawk (1915) – A sólyom útja[10] (1936)
- The Innocents (1917)
- The Job (1917) - Szegény lány pénzt keres[11] (1933)
- Free Air (1919) - Benzinkút[12] (1936)
- Main Street (1920) – A Fő-utca[13] (1930)
- Babbitt (1922) – Babbitt[14] (1958); Babitt [!sic] (1969)
- Arrowsmith (1925) – Dr. Arowsmith (1941); megjelent Arrowsmith címmel is
- Mantrap (1926) - Mantrap[15] (1927)
- Elmer Gantry (1927) – Elmer Gantry[16] (1962)
- The Man Who Knew Coolidge (1928)[17]
- Dodsworth (1929) – Sam Dodsworth Európában[11] (1929) Dodsworth címmel (1958)
- Ann Vickers (1933) – Egy modern asszony szíve: Ann Vickers (1942); megjelent Anna Vickers címen is
- Work of Art (1934) - Művészek[18] (1934)
- It Can't Happen Here (1935) – Ez nálunk lehetetlen (1936)
- Jayhawker [színdarab] (1935)
- Selected Short Stories [Válogatott novellák] (1935) – Válogatott novellák
- The Prodigal Parents (1938)- A tékozló szülők[19] (1938)
- Bethel Merriday (1940) – Egy amerikai színésznő (1940)
- Gideon Planish (1943) – Gideon Planish[20] (1960)
- Cass Timberlane (1945) - Férjek és feleségek[21] (1947)
- Kingsblood Royal (1947) – Királyi vér (1956)
- The God-Seeker (1949)
- World So Wide (1951) (posztumusz kiadás)

## Magyarul

### 1944-ig
- Babbitt. Regény; ford. Kelen Ferenc; Pantheon, Bp., 1926 (A regény mesterei)
- Mantrap. Regény; ford. Bér Erzsébet; Pantheon, Bp., 1927 (A regény mesterei)
- Arrowsmith. 1-2.; ford. Schöpflin Aladár; Franklin, Bp., 1928 (Külföldi regényírók)
- Sam Dodsworth Európában. Regény, 1-2.; ford. Szinnai Tivadar; Pantheon, Bp., 1929 (A kiválasztottak)
- A Fő-utca, 1-2.; ford. Schöpflin Aladár; Franklin, Bp., 1930 (Külföldi regényírók)
- Egy modern asszony szíve. Ann Vickers; ford. Bálint György; Athenaeum, Bp., 1933
- Wrenn urunk. Regény; ford. Benedek Marcell; Athenaeum, Bp., 1931 (Athenaeum könyvtár)
- Benzinkút; ford. F. Rétay Margit; Pantheon, Bp., 1933 (Külföldi regényírók)
- Szegény lány pénzt keres; ford. Szinnai Tivadar; Pantheon, Bp., 1933 (Jó könyvek)
- Művészek; ford. Bálint György; Athenaeum Ny., Bp., 1934
- Ez nálunk lehetetlen; ford. Bálint György; Athenaeum, Bp., 1936
- Pillék a lámpafényben; ford. Németh Andor; Pantheon, Bp., 1937
- A tékozló szülők; ford. Németh Andor; Athenaeum, Bp., 1938 (Athenaeum regénytár)
- Dollárcápák; Pantheon, Bp., 1938
- Egy amerikai színésznő; ford. Berend Miklósné; Pantheon, Bp., 1940
- A sólyom útja; ford. Nagy Géza; Körmendy, Bp., 1943

### 1945–
- Férjek és feleségek. Regény; ford. Bányász György; Nova, Bp., 1947
- Elmer Gantry. A prédikátor; ford. László Ferenc; Nova, Bp., 1947
- Kingsblood Royal; ford. Bányász György; Nova, Bp., 1948
- Királyi vér; ford. Bányász György, utószó Balabán Péter; Új Magyar Kiadó, Bp., 1956
- Babbitt. Regény; ford. Balabán Péter; Európa, Bp., 1958 (Sinclair Lewis művei)
- Fő utca. Regény; ford. Schöpflin Aladár, fordításkieg. Szobotka Tibor, bev. Lutter Tibor; Táncsics, Bp., 1960 (Táncsics könyvtár)
- Gideon Planish. Regény; ford. Szinnai Tivadar; Európa, Bp., 1960 (Sinclair Lewis művei)
- Anna Vickers. Regény; ford. Bálint György; Európa, Bp., 1962 (Sinclair Lewis művei)
- Elmer Gantry. Regény; ford. Devecseriné Guthi Erzsébet; Európa, Bp., 1962 (Sinclair Lewis művei)
- Királyi vér; ford. Szilágyi Tibor; Európa, Bp., 1977 (A világirodalom remekei)